# Kanterbräu
Ne doit pas être confondu avec Canterborough.
Kanterbräu est une marque de bière d'origine lorraine appartenant aujourd'hui aux Brasseries Kronenbourg, brasseur alsacien installé à Obernai dans le Bas-Rhin et faisant partie du groupe danois Carlsberg.

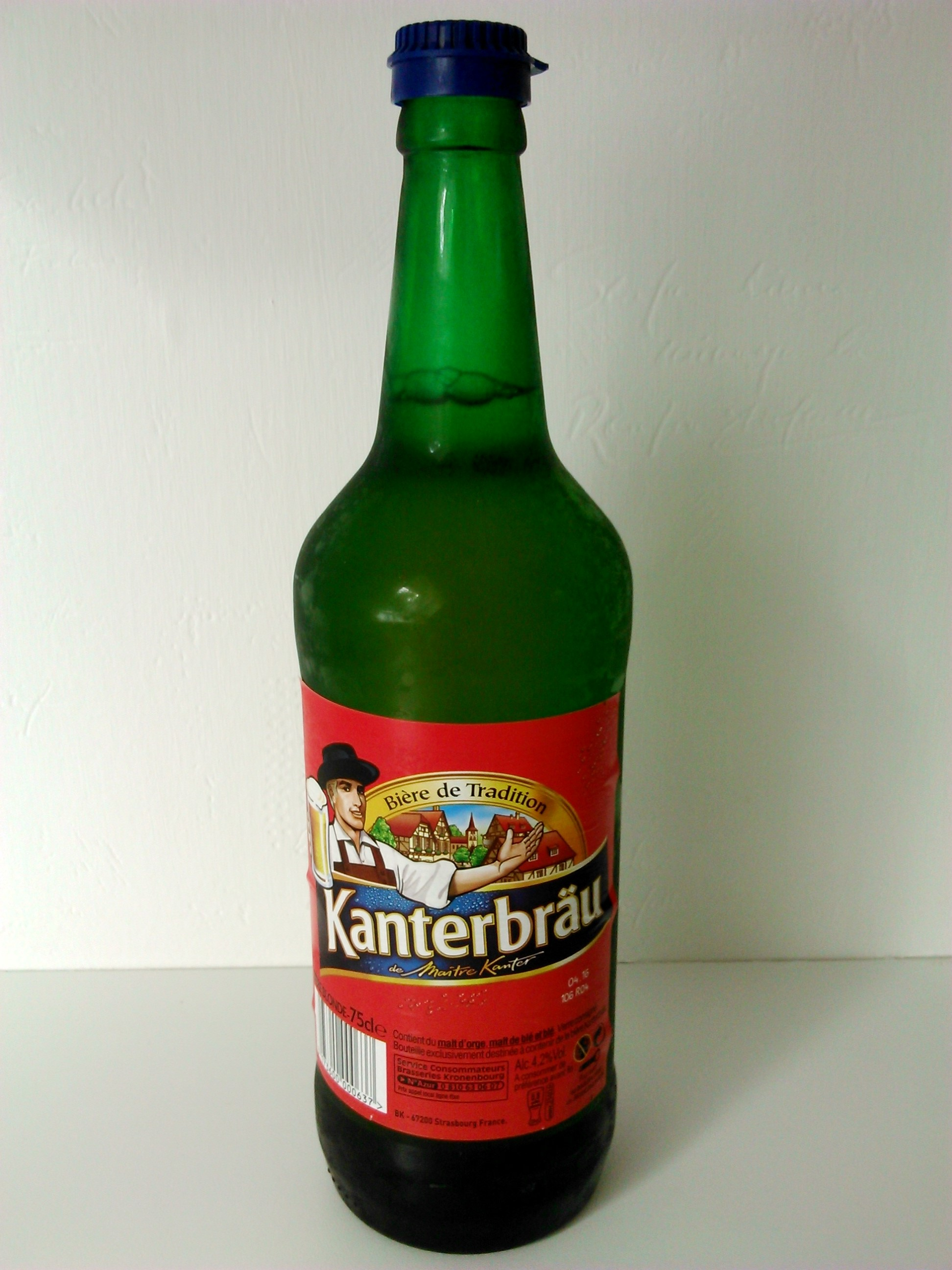
Une bouteille de bière Kanterbräu.

La Kanterbräu originale est une bière blonde à 4,2 %, elle contient du malt d'orge, du malt de blé et du blé.

## Historique

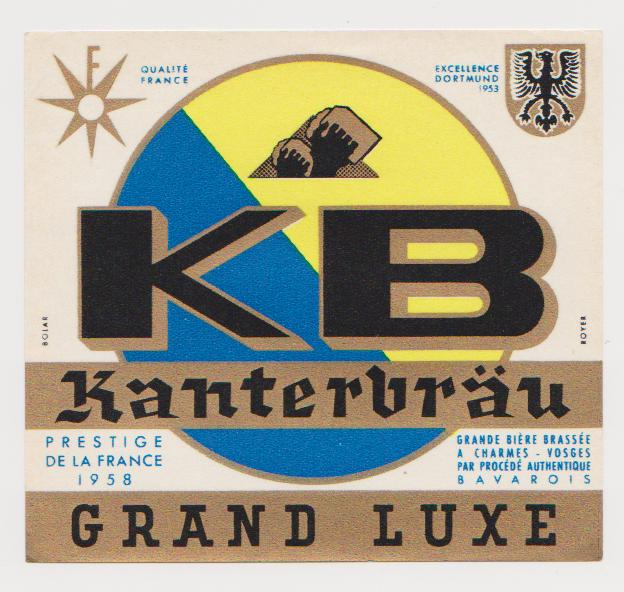

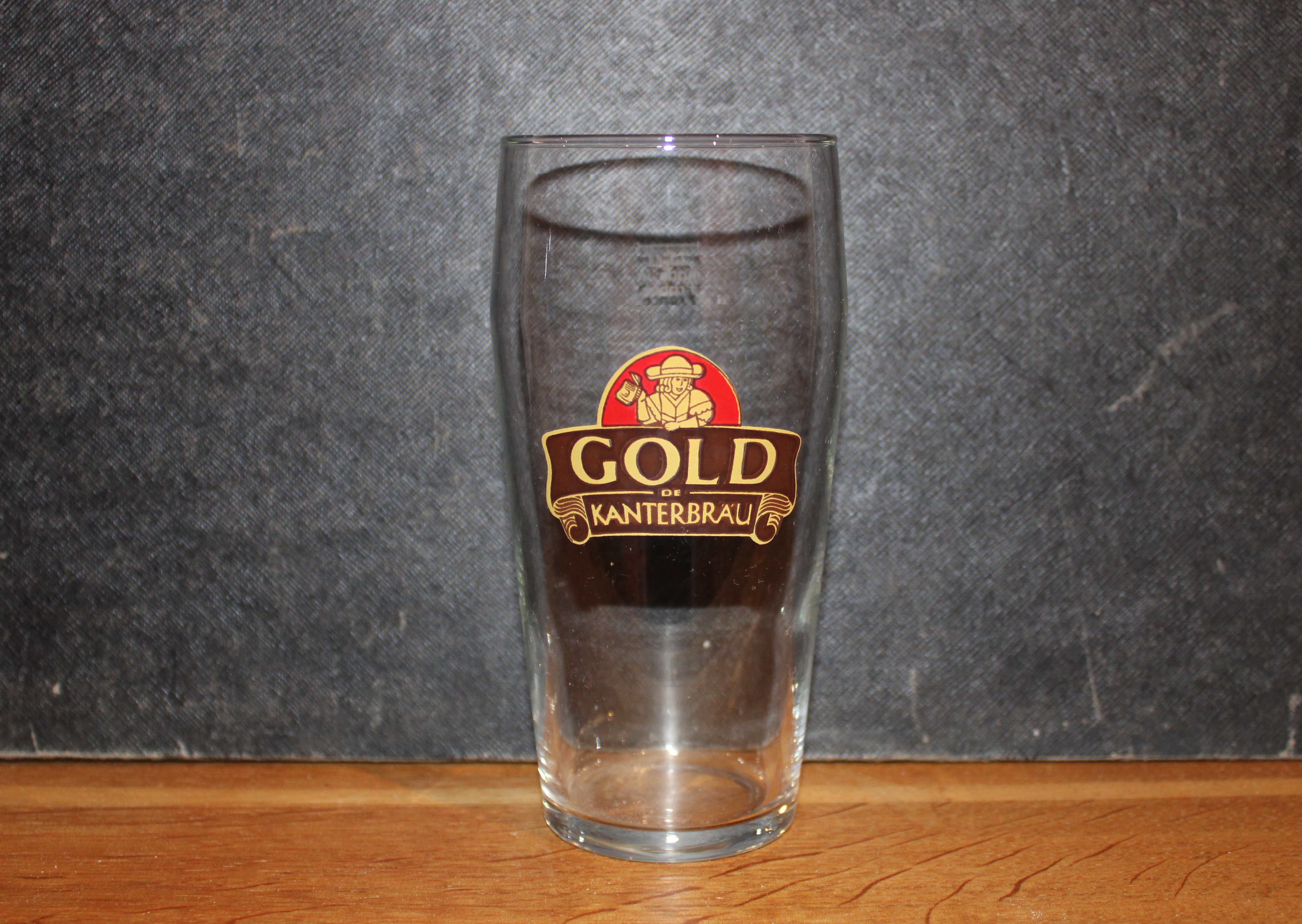
Verre à bière "Gold" de Kanterbräu.

En 1936 la brasserie de Charmes passe un accord de fabrication avec un brasseur allemand, le docteur Hans Kanter (1874-1937), et lance la bière Kanterbräu.
La brasserie de Charmes intègre la Société européenne de brasserie en 1966. La brasserie est définitivement fermée en 1971, la production de la Kanterbräu est alors transférée à la brasserie de Champigneulles.
La Kanterbräu Gold, bière blonde issue d'une double fermentation, est lancée en 1977. Elle est renommée 1664 Gold en 2009.
En 1986, la brasserie de Champigneulles fusionne avec les Kronenbourg, la marque Kanterbräu appartient depuis cette date aux Brasseries Kronenbourg. La Kanterbräu a également été produite par la brasserie de Rennes.
En 2006, Kronenbourg revend la brasserie de Champigneulles au groupe allemand TCB Beverages. Depuis fin 2006 la Kanterbräu est produite à la brasserie Kronenbourg d'Obernai.
Kronenbourg possédait également la chaîne de restaurants Taverne de maître Kanter, appartenant aujourd'hui au groupe Flo.
La marque Kanterbräu disparaît du site internet du groupe en mai 2023.

## Publicité
En 1986, désireux de diversifier ses expériences professionnelles, le chanteur Renaud réalise une publicité pour Kanterbräu. Le spot, où il apparaît en compagnie de Jean-Louis Roques, reprend la mélodie de la chanson Germaine. Il regretta ensuite d'avoir ainsi incité à la consommation d'alcool et reversa les 900 000 francs ainsi gagnés au Muséum national d'histoire naturelle, pour participer à la rénovation de la galerie de Zoologie et y organiser le spectacle Fauve qui peut. La galerie de Zoologie, en état de délabrement depuis de nombreuses années, était fermée au public depuis 1965. Après rénovation, ce bâtiment du Jardin des plantes rouvrit ses portes au public en 1994 sous le nom de grande galerie de l'Évolution, nom qu'il conserve encore actuellement.

## Musicographie
La Kanterbräu est mentionnée dans une chanson intitulée « Noir(s) » du groupe Les Fatals Picards.
Autres sources
1. ↑  Gold passe sous la marque 1664, sur le site de Romain Colas.
2. ↑  Publicité Kanterbrau, sur Dailymotion (vidéo postée le 9 décembre 2006 par alber57).
3. ↑  « J'évite tout ce qui accélère la vie. Sauf le tabac, là, j'ai du mal. D'où ma grande honte quand j'ai fait ma pub pour Kanterbraü et que le professeur Got m'a reproché de pousser les jeunes à boire, à se tuer au volant et à tuer des gens. Ça m'a foutu une grande claque, parce que je n'y avais pas pensé. Pour me donner bonne conscience, je me disais que je les faisais juste boire de la Kanterbraü plutôt que de la Heineken. J'ai été nul ! Tout ça parce que je voulais tâter d'autres métiers, voir si j'étais capable d'écrire un spot de pub. Si jamais je refais une pub, ce sera contre l'alcool. De toute façon, je ne bois plus. » Entretien mené par Alain Remond, Renaud sincèrement, Télérama, no 2023, 19 octobre 1988, p. 30-34 [lire en ligne].
4. ↑  Journal de 20h d'Antenne 2 du 11 février 1987 Extrait Ina